# Siegwerk
Siegwerk Druckfarben AG & Co. KGaA er en tysk producent af trykfarve og tryklak.
De producerer årligt 250.000 ton, hvoraf ca. halvdelen produceres i Tyskland. De har hovedkvarter i Siegburg. I alt er der 4.926 ansatte (2021).
I 1830 i Köln blev Kattun-Druckerei und Färberei Rolffs & Cie grundlagt, som i 1840 flyttede til Siegburg.